# Testorf-Steinfort
Testorf-Steinfort est une municipalité allemande du land de Mecklembourg-Poméranie-Occidentale et l'arrondissement du Mecklembourg-du-Nord-Ouest.

## Personnalités liées à la ville
- Friedrich Magnus von Bassewitz (1773-1858), homme politique né à Schönhof.